# Новодавидківська сільська рада
| Новодавидківська сільська рада — колишній орган місцевого самоврядування у Мукачівському районі Закарпатської області з адміністративним центром у с. Нове Давидково. Сільській раді підпорядковані населені пункти: - с. Нове Давидково |

## Склад ради
Рада складається з 20 депутатів та голови.

## Керівний склад сільської ради
| ПІБ                    | Основні відомості                                                 | Дата обрання | Дата звільнення |
| ---------------------- | ----------------------------------------------------------------- | ------------ | --------------- |
| Кунак Стефан Дмитрович | Сільський голова, 1947 року народження, освіта, безпартійний      | 26.03.2006   | 31.10.2010      |
| Кунак Стефан Дмитрович | Сільський голова, 1947 року народження, освіта вища, безпартійний | 31.10.2010   |                 |

Примітка: таблиця складена за даними джерела